# 保安処分
保安処分（ほあんしょぶん）とは、「犯罪者もしくはそのような行為を行う危険性がある者」を対象に、刑罰とは別に処分を補充したり、犯罪原因を取り除く治療・改善を内容とした処分を与えることである。

## 保安処分の提唱
保安処分の必要性をはじめに主張したのは19世紀のドイツの刑法学者エルンスト・フェルディナント・クライン(de:Ernst Ferdinand Klein)である。その背景には当時の欧州において資本主義の発展にともなう社会構造の変化により、従来の刑罰手段だけでは犯罪防止対策として不充分であるとされ、また責任無能力者による犯罪や再犯の危険性が高い常習犯に対して、それらの場合には刑罰以外の特別な手段をもって対応すべきとして保安処分の発展を促した側面がある。

## 保安処分の目的
犯罪行為をすれば通常は裁判を経て刑事処分としてなんらかの刑罰が与えられるが、それは実際に発生した犯罪に対処したものであり、「それだけでは犯罪に対する抑止力や防止策としての効果が十分ではない」とする意見がある。そこで、「将来犯罪行為をする危険性がある」として特定の対象者に対して、刑罰とは別に処分を補充したり、犯罪原因を取り除く治療・改善を内容とした処分を与えることが保安処分である。
日本でも再三にわたり採用の動きがあったが、日本弁護士連合会（日弁連）、精神科医の学会である日本精神神経学会、精神障害者などの強い反対によって、いずれも見送られている。

## 保安処分と刑罰との相違点
刑罰は犯罪行為に対する「責任」を基礎として、その行為に対する応報を行為者に与えることで犯罪の一般予防に奉仕することであるが、それに対して保安処分は「危険性」を基礎としており、なんらかの犯罪行為をした特定のものを対象として再犯防止のために特別予防を施すものである。応報刑論では、刑罰は「苦痛を行為者に対して与えること」を本質的内容とするが、保安処分は「再犯防止を目的に治療・改善を施すこと」を内容としている。保安処分でも刑罰と同様に、犯罪行為者の身柄を拘束することも狙いとしている。行為者の素質を改善する治療を強制的に受けさせることで、将来の犯罪行為の危険性を除去するものであるとしている。
保安処分を導入している国においては、保安処分は将来の危険性に対して予防するものであり、刑罰とは違うとする立場を取っている。そのため刑罰と保安処分の両者を並存させる二元主義による法体系が取られている方が多数である。

## 日本における保安処分導入の動き
日本では少年法の規定に基づく非行少年に対する保護処分が保安処分の一種であるといえるが、刑法上の法効果として保安処分は採用されていない。また売春防止法の規定により売春婦に対する補導処分なども保安処分の一種といえたが、2022年の法改正により2024年3月31日を最後に廃止となった。
しかし、刑法に保安処分制度を導入しようとする動きは古くからあり、1926年（大正15年）、1961年（昭和36年）、1974年（昭和49年）にそれぞれ答申された「改正刑法草案」は、保安処分を刑法に盛り込むものであった。
たとえば1974年答申の「刑法改正要領」では、精神障害者に対する「治療処分」や、薬物中毒者に対する「禁絶処分」を、裁判所が刑罰のかわりに言渡をすることができるとされており、保安施設への強制収容やその期間についての保安制度も明記されていた。
しかし、再犯の危険予測自体がきわめて困難であり、客観的には不可能ではないだろうか、また保安処分の対象者に対する医療制度が、現状では保安処分本来の目的を達成するほど充実していない、などといった反対論や批判論が根強く、具体化しなかった。

### 過去の議論
保安処分が批判され、導入が進まなかった背景には、さまざまな問題点が解決できなかったためである。まず一番に挙げられるのが、暴力装置でもある国家による権力の濫用が危惧されたためでもある。
かつて旧ソビエト社会主義共和国連邦などの共産主義国家では、治安維持を理由に、反体制派を精神病患者として、長期にわたり幽閉する事例があり、また中華人民共和国においても、同様の収容機関がある。そのため、国家にとって危険性があるとして、保安処分が恣意的に適用される範囲が政治犯まで拡大する危険性があることが危惧された。
そのため、刑罰と同様に国家による強権的処置でありながら、日本では保安処分が導入されなかったのは、本当に犯罪予防策として有効であるかが疑問であったうえに、保安処分の運用の仕方によっては、人権侵害や政治的弾圧が行われる、との危惧があったためといえる。
また、刑法などに規定された予備罪等には該当しないが、犯罪者予備軍であることを理由とした拘禁をする保安処分は予防拘禁と称される。日本では1941年に治安維持法改正によって規定されたものが有名であるが、治安維持法の廃止と共に消滅した。

### 近年の議論
保安処分の導入に対する賛成論は「社会防衛上のために再犯防止対策の一環としても保安処分を導入すべき」というもので、そのひとつに犯罪的危険性の高い精神障害者に対する処置がある。刑法第39条は「心神喪失者の行為は、罰しない。心神耗弱者の行為は、その刑を減軽する。」としており、これらの状態であると認定されれば、犯罪を行っても減軽もしくは不起訴処分とされる。
そのため「触法精神障害者が社会に野放しになっている」との批判がある。実際には精神保健及び精神障害者福祉に関する法律第29条に基づいて精神保健指定医の資格を持つ医師二名以上が診察を行い、入院が必要と意見が一致した場合のみ、都道府県知事によって措置入院させる命令が行われていたが、運用に人権上の問題があった。
例えば診察の結果、入院が不要、意見が一致しなかった場合など、措置入院の命令が下せないケースの場合は、捜査当局はそのような診断が出ても診断を受け入れて捜査の再開しなかったり、症状によって他害のおそれがなくなった場合には、ただちに症状消退の届出をして退院させることが義務づけられているため、症状が出現してはすぐに消えた後に、再び症状が出現するといった場合には対応できないなどの問題があった。
日本の触法精神障害者に対する法律の不備については、日本精神科病院協会が指摘し、新法制定を訴えてきたいきさつがある。日精協誌上で何度か特集を組み注意の喚起を行ってきていた。
1971年（昭和46年）10月30日、東京医科歯科大学で開催された日本犯罪学会第10回総会に、保安処分の導入に反対する赤ヘルメットを被った学生約60人が乱入。総会が中止となる出来事があった。
1970年代より導入を主張してきたが、1994年の北陽病院事件の民事訴訟判決確定をきっかけに、積極的に国に求めていた。
2003年に、殺人など重大な犯罪を行った触法精神障害者に対して、裁判官と精神保健審判員（精神医療の学識経験者）各1名の合議体による鑑定入院の判断を行い、その後の経過についても保護観察所が追跡調査・観察するとした「心神喪失等の状態で重大な他害行為を行った者の医療及び観察等に関する法律（心神喪失者医療観察法）」（平成15年法律第110号）が制定されており、この措置も保安処分に近い制度である。
一方、保安処分の拡充を求める意見には犯罪対策の一環として導入すべきというものがある。これは犯罪者の中には常習的に犯行を繰り返す者がおり、現在の刑罰だけは死刑又は無期刑以外の有期刑の場合は犯罪を起こす可能性が高いと考えられる常習的犯罪者でも、刑期満了となれば刑務所を出所させなくてはならないため、なんらかの再犯を防止するために治療等を強制的に与えさせるべきとの意見である。そのような対象者としては、再犯率が高いと言われている性犯罪者に対して導入すべきというものがある。
刑罰である懲役で、収監中に再犯防止教育を行うのはもちろん、たとえばアメリカ合衆国で行われているような、薬物による性欲を抑制させる薬物の投与や、社会から隔離した更生施設に刑期が終了した後に治癒するまで収容する、という保安処分を導入する案などもだされている。